# Одонкор, Давид
Дави́д Одонко́р (нем. David Odonkor; 21 февраля 1984, Бюнде, Северный Рейн-Вестфалия, ФРГ) — немецкий футболист, полузащитник.

## Карьера

### Клубная
Футболом стал увлекаться очень рано, обучался в футбольной академии дортмундской «Боруссии», дебютировал в её составе 3 марта 2002 года в матче с «Санкт-Паули» (ничья 1:1). С этого момента начал свою профессиональную карьеру. 6 сентября 2011 года Одонкор подписал контракт с ахенской «Алеманией» сроком до 30 июня 2012 года.
12 июля 2012 года Одонкор подписал контракт с украинским клубом «Говерла» сроком на 1 год с возможностью продления на такой же срок.

### В сборной
Первый матч за сборную Германии провёл 30 мая 2006 года против Японии. Также сыграл на чемпионате мира в Германии, где суммарно провёл на поле 119 минут и участвовал в четырёх матчах (только выходил на замену) и отдал одну голевую передачу — Оливеру Нёвиллю в матче против Польши. В составе сборной стал бронзовым призёром домашнего мундиаля. На Евро-2008 выиграл серебряную медаль (там он провёл только одну игру против Хорватии, которая сложилась для немцев неудачно — поражение 1:2).

### Тренерская
После завершения карьеры игрока, в сентябре 2013 года, начал работать ассистентом в клубе четвёртого немецкого дивизиона «Ферль».

## Личная жизнь
Родился в смешанной семье: по отцу ганец, по матери немец.

## Достижения
«Боруссия» (Дортмунд)
- Чемпион Германии: 2001/02

 Сборная Германии
- Бронзовый призёр чемпионата мира: 2006
- Финалист чемпионата Европы: 2008